# Alfred Rehder
Alfred Rehder est un botaniste américain d’origine allemande, né le 4 septembre 1863 à Waldenbourg, en royaume de Saxe et mort le 25 juillet 1949 à Jamaica Plain, près de Boston.

## Biographie
D'abord apprenti chez son père Paul Julius Rehder, directeur du parc de Waldenbourg en Saxe, Alfred Rehder étudia à Berlin en 1884-1886, devint jardinier en chef à Darmstadt (1888-1889) puis à Göttingen (1889-1895) et migra aux États-Unis en 1898. De 1918 à 1940, il est le conservateur de l'arboretum Arnold à Jamaica Plain (Boston) et dirige la publication de l’arboretum. Il fut professeur associé de dendrologie à l'université Harvard de 1934 à 1940, puis professeur émérite jusqu'à sa mort en 1949.
Il est considéré comme l’un des fondateurs de la dendrologie américaine. Harold Norman Moldenke (1909-1996) lui dédie le genre Rehdera (en) de la famille des Verbenaceae en 1936, Hu Xiansu (1894-1968) le genre Rehderodendron (es) de la famille des Styracaceae en 1932, et Karl Ewald Burret (1883-1964) le genre Rehderophoenix de la famille des Arecaceae en 1936.
Dans son livre Manual of cultivated trees and shrubs hardy in North America il donne une clé de détermination des espèces sauvages de roses encore considérée comme une référence au début du XXIe siècle.

## Œuvres
- The Bradley bibliography, a guide to the literature of the woody plants of the world, 1911-1918
- Manual of cultivated trees and shrubs hardy in North America, 1927
- Bibliography of cultivated trees and shrubs, 1949

## Source
- (de) Cet article est partiellement ou en totalité issu de l’article de Wikipédia en allemand intitulé « Alfred Rehder » (voir la liste des auteurs).